# DELPH-IN
Deep Linguistic Processing with HPSG – INitiative (DELPH-IN, iniciativa pro hloubkové lingvistické zpracování s HPSG) byl projekt spolupráce, v jehož rámci počítačoví lingvisté po celém světě vyvíjeli nástroje pro hloubkové zpracování přirozeného jazyka. Cílem DELPH-IN bylo kombinovat lingvistické a statistické metody zpracování, za účelem výpočetního porozumění významu textů a výpovědí.
Nástroje vyvinuté v DELPH-IN využívají dva formalismy pro hlubokou lingvistickou analýzu – Head-driven phrase structure grammar (HPSG) a Sémantika s minimální rekurzí (anglicky minimal recursion semantics, MRS). Všechny nástroje vzniklé v rámci spolupráce DELPH-IN byly vyvinuty pro obecné použití na základě Open-source licence.
Od roku 2005 pořádá DELPH-IN každoroční summit. Jedná se o volně strukturovanou unconferenci, jejíž účastníci se vzájemně informují o práci, kterou dělají, hledají zpětnou vazbu pro svou aktuální práci, a příležitostně se dohodnou o standardy a osvědčených postupech.

## Technologie a nástroje DELPH-IN
V rámci spolupráce DELPH-IN byly postupně vytvořeny softwarové nástroje pro hluboké lingvistické zpracování, např.:
- LKB systém (Linguistic Knowledge Builder): prostředí pro gramatické inženýrství, ve kterém mohou lingvisté vytvářet unifikační gramatiky s formalismem Head-driven phrase structure grammar
- PET analyzátor (platforma pro experimentování s efektivními technikami zpracování HPSG): s otevřeným zdrojovým textem analyzátor který produkuje HPSG derivační stromy s MRS výstupy [3]
- ESO procesor (Odpověď Omezení Stroj): efektivní systém zpracovávat DELPH-IN gramatiky, který poskytuje HPSG syntaktická analýzy s MRS výstupy. Nejnovější verze ESO umožňuje generovat věty přirozeného jazyka.[4]
- Infrastruktura LOGON je kolekce softwaru a DELPH-IN gramatik, které poskytují strojový překlad založený na přenosu. Prokázalo se, že tento přístup ke strojovému překladu poskytuje kvalitní hybridní (využívající jak pravidlový tak stochastický přístup) překlady.[5]

V rámci DELPH-IN vznikly i jiné nástroje než pro hluboké lingvistické zpracování, např. počítačové HPSG gramatiky a jazykové prototypy:
- DELPH-IN gramatiky: katalog ručně vytvořených počítačových HPSG gramatik zpracovaných tak, aby zachycovaly hlubokou lingvistickou analýzu pro konkrétní jazyky.[6]
- LinGO Grammar Matrix: Startovní kit s otevřeným zdrojovým textem pro velmi rychlé prototypování přesných gramatik se širokým pokrytím kompatibilních s LKB. Obsahuje knihovnu obvyklých jazykových jevů, kterou mohou využívat počítačoví gramatici pro své HPSG gramatiky.[7]
- CLIMB knihovny (Comparative Libraries of Implementations with Matrix Basis): rozšířená jazyková knihovna postavená na Grammar Matrix. Účelem knihovny CLIMB je udržovat alternativní analýzy stejného jevu v různých jazycích pro testování jejich dopadu na dlouhodobý vývoj gramatiky.[8]

Řada dalších nástrojů DELPH-IN se neliší od dat používaných pro mělké lingvistické zpracování, jako je jazykový korpus a treebanky:
- MRS Test Suite: malá ale reprezentativní sada vět navržená tak, aby zachycovala některé jevy sémantiky s minimální rekurzí. Obsahuje soubory testů pro bulharštinu, angličtinu, francouzštinu, němčinu, řečtinu, japonštinu, mandarínštinu, norštinu, portugalštinu, ruštinu a španělštinu.[9]
- Wikiwoods: WikiWoods je analyzovaný korpus, který poskytuje množství syntakticko-sémantických anotací anglické Wikipedie.[10]
- DeepBank: pokračující projekt na anotaci jednoho milionu slov z textů Wall Street Journal z roku 1989 (stejná sada vět byla anotována v původním projektu Penn Treebank) s použitím English Resource Grammar, rozšířené o robustní aproximaci PCFG pro dosažení úplného pokrytí.[11][12]
- Cathedral a Bazaar: raná esej o Open Source od Erica Raymonda s překlady do více jazyků. Byla navržena jako vícejazyčný sdílený soubor testů pro porovnání analýz vytvořených různými gramatikami.[13][14]

Kultura softwaru s otevřeným zdrojovým textem v rámci DELPH-IN spolupráce přinesla komunitě zpracování přirozeného jazyka nástroje a prostředky pro hluboké lingvistické zpracování. Použitelnost nástrojů DELPH-IN byla však obtížná pro uživatele a vývojáře aplikací, kteří neměli zkušenosti s prostředím DELPH-IN.[zdroj?] Vývojáři DELPH-IN si jsou vědomi těchto problémů použitelnosti a neustále probíhají pokusy o zlepšení dokumentace a tutoriálů technologie DELPH-IN.